# Alfa diverzita
V ekologických studiích je pomocí alfa diverzity (α-diverzita) vyjádřena průměrná druhová diverzita v daném místě či vzorku. Termín zavedl Robert Whittaker spolu s termíny beta diverzita (β-diverzita) a gama diverzita (γ-diverzita). Hlavní Whittakerova myšlenka byla, že celkovou druhovou diverzitu ve studované oblasti (γ-diverzita) určují dva různé aspekty, a sice průměrná druhová diverzita v menším měřítku (α-diverzita) a rozdíl v zastoupení mezi těmito lokalitami (β-diverzita).

## Úvahy o měřítku
Stejně tak jako hlavní oblast zájmu v ekologických studiích, tedy konkrétní lokalita v krajině, tak i menší sub-lokality v ní mohou v různých situacích dosahovat velmi rozdílných velikosti. Doposud nebylo dosaženo konsensu o tom, jaká prostorová měřítka jsou vhodná pro kvantifikaci alfa diverzity. Proto bylo navrženo, že definice α-diverzity nemusí být vázána na konkrétní prostorové měřítko: α-diverzita může být měřena pro existující soubor dat, který se skládá z podjednotek v jakémkoli měřítku. Pokud jsou výsledky extrapolovány nad rámec skutečných pozorování, je třeba vzít v úvahu, že druhová diverzita v podjednotkách obecně podhodnocuje druhovou diverzitu ve větších oblastech.

## Různé koncepty
V minulosti bylo použito několik různých definic α-diverzity. Autor termínu zahrnul pod název α-diverzita jak druhovou diverzitu v jedné podjednotce, tak i průměrnou druhovou diverzitu ve souboru podjednotek. Diskuze vedená na toto téma se shoduje, že definování α-diverzity jako průměrné hodnoty napříč všemi relevantními podjednotkami je vhodnější, protože lépe koresponduje s původní Whittakerovou myšlenkou, že celková druhová diverzita systému je složena z alfa a beta komponent.
Jednotlivé definice α-diverzity se také mohou lišit v tom, jakým způsobem vyjadřují samotnou druhovou diverzitu. Výzkumníci často používají hodnoty dané jedním nebo více indexy diverzity, jako je druhová bohatost (celkový počet druhů v lokalitě, vyjádřena indexem chao1), Shannonův index nebo Simpsonův index (které berou v úvahu také proporcionální abundance druhů). Prosazuje se však názor, že by bylo lepší použít efektivní počet druhů jako univerzální měřítko druhové diverzity. Toto měřítko umožňuje zohledňovat vzácnost a hojnost druhů různými způsoby, stejně jako to dělají samotné indexy diverzity, ale jeho význam je snazší a intuitivnější pro pochopení. Efektivní počet druhů vyjadřuje počet druhů, které by v systému byly přítomny v případě, že by se všechny druhy vyskytovaly se stejnou frekvencí.

## Výpočet
Pro výpočet předpokládejme, že druhová diverzita je vyjádřena pomocí efektivního počtu druhů a že α-diverzita je vztažena na průměrnou druhovou diverzitou v podjednotce. V tomto případě lze α-diverzitu vypočítat dvěma různými způsoby, pomocí kterých získáme stejný výsledek. Prvním možností je vypočítat vážený obecný průměr proporcionálního množství druhů v rámci podjednotky a pak vyjádřit inverzní hodnotu tohoto průměru. Druhým přístupem je vypočítat druhovou diverzitu pro každou podjednotku zvlášť a poté z nich vyjádřit vážený zobecněný průměr.
Pro výpočet prvního přístupu je nutné použití následující rovnici:
{\displaystyle {}^{q}\!D_{\alpha }={\dfrac {1}{\sqrt[{q-1}]{\sum _{j=1}^{N}{\sum _{i=1}^{S}p_{ij}p_{i|j}^{q-1}}}}}}
Ve výše uvedené rovnici je pomocí N vyjádřen celkový počet podjednotek a pomocí S je vyjádřen celkový počet druhů (druhová bohatost) v souboru dat. Proporcionální zastoupení i- tého druhu v j- té podjednotce je uvedeno jako {\displaystyle p_{i|j}} . Tyto poměrné abundance jsou vztaženy na podíl dat, kterými každá podjednotka přispívá do souboru dat, a sice platí že {\displaystyle p_{ij}=m_{j}/m}, kde {\displaystyle m} je celkový počet druhů v datové sadě a {\displaystyle m_{j}} je celkový počet druhů v podjednotce j. Jmenovatel se tedy rovná průměrné proporční druhové rozmanitosti mezi podjednotkami (průměr {\displaystyle p_{i|j}} ) dle výpočtu s použitím váženého zobecněného průměru s exponentem q - 1.
Pokud se použije výpočet pro druhý přístup, rovnice je následující:
{\displaystyle {}^{q}\!D_{\alpha }={\sqrt[{1-q}]{\sum _{j=1}^{N}w_{j}({}^{q}\!D_{\alpha j})^{1-q}}}}
To se zároveň rovná váženému průměru umocněnému na exponent 1-q . Zde se uvažuje průměr hodnot qDαj, z nichž každá představuje efektivní druhovou hustotu (druhovou diverzitu na podjednotku) v jedné podjednotce j . Jmenovitá hmotnost j- té podjednotky je vyjádřena jako {\displaystyle w_{j}}, což lze interpretovat jako podíl dat, kterými podjednotka přispívá do datové sady.
Vysoké hodnoty q vedou k nižší α-diverzitě než malé hodnoty q, a to proto, že zvýšení hodnoty q s sebou nese zvýšení efektivní váhy přidané těm druhům, které mají nejvyšší proporcionální četností a těm podjednotkám s nejnižší druhovou diverzitou.

## Příklady
α-diverzitu lze vypočítat pro různé oblasti dle potřeb studie. Jedná se o jeden ze základních parametrů pro studium mikrobiomu a dalších environmentálních a mikrobiálně zaměřených studií, kdy se porovnává mikrobiální zastoupení různých typy vzorků z různých oblastí. Pro výpočet alfa diverzity se používají bioinformatické platformy, jako například QIIME.